# ارزش‌گذاری بوم‌سازگان

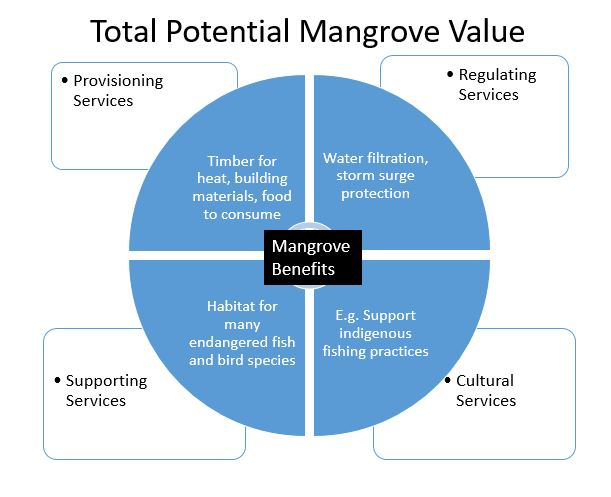
نگاره ۱. نمونه‌ای از خدمات بوم‌شناختی برای زیستگاه حرا

ارزش‌گذاری بوم‌سازگان (به انگلیسی: Ecosystem valuation) یک فرایند اقتصادی است که ارزشی (اعم از پولی، بیوفیزیکی یا دیگر) به یک اکوسیستم و/یا خدمت اکوسیستم آن اختصاص می‌دهد. برای مثال، با کمی کردن مزایای رفاهی انسان از یک جنگل برای کاهش سیل و فرسایش برای ترسیب کربن، ایجاد زیستگاه برای گونه‌های در معرض خطر و جذب مواد شیمیایی زیان‌آور، چنین درآمدزایی ابزاری ایده‌آل برای سیاست‌گذاران و حافظان حفاظت از محیط زیست فراهم می‌کند تا اثرات مدیریتی را ارزیابی کنند. تجزیه و تحلیل هزینه-فایده سیاست‌های بالقوه را مقایسه کنید. با این حال، چنین ارزیابی‌هایی برآوردی هستند و شامل عدم قطعیت کمی ذاتی و بحث فلسفی ارزیابی طیفی از هزینه‌ها و منافع غیربازاری می‌شوند.

## مدل‌های اقتصادی: ارزش‌ها، هزینه‌ها و روش‌شناسی ارزش
ارزش‌گذاری اکوسیستم تلاش می‌کند تا طیف گسترده‌ای از مزایا و هزینه‌های موجود در یک شبکه طبیعی پیچیده را با طیف گسترده‌ای از روش‌های اقتصادی بنمایاند.
سیستم‌های زیست‌محیطی چهار دسته کلی از خدمات را ارائه می‌کنند: فراهم‌آوری (مانند ماهی برای خوردن، الوار برای فروش)، تنظیمی، پشتیبانی و فرهنگی (مثلاً اکوسیستم‌هایی که از تکنیک‌های برداشت بومی حمایت می‌کنند، یا لوازم برای لباس‌های سنتی). برای نمونه‌ای از این موضوع پیچیده، نگاره ۱ را ببینید.